# 廖季立
廖季立（1915年—1993年12月14日），别名信元，男，江西吉水人，中国经济学家，曾任国务院经济研究中心副总干事，中国经济体制改革研究会副会长，中国税务学会顾问。